# Jorge Szmetan
Jorge Guillermo Szmetan (n. Buenos Aires, 26 de mayo de 1950-19 de septiembre de 2015) es un Maestro Internacional de ajedrez argentino, campeón nacional en 1976.

## Resultados destacados en competición
Fue una vez ganador del Campeonato de Argentina de ajedrez, en el año 1976.
Participó representando a Argentina en tres Olimpíadas de ajedrez en los años 1974 en Niza, en 1976 en Haifa y en 1978 en Buenos Aires.